# Helena Costa
Helena Costa (portuguès: Helena Margarida dos Santos e Costa)  (Alhandra, 15 d'abril de 1978) és una entrenadora de futbol. Va estudiar ciències de l'esport, va fer un màster en anàlisi del joc i es va formar com a entrenadora amb la UEFA i amb la Federació Portuguesa de Futbol. Va començar com a entrenadora principal d'infants de nou i deu anys al Sport Lisboa e Benfica i al 2012 era seleccionadora nacional de l'Iran. Va ser cridada el 2014 per entrenar el Clermont-Ferrand, però finalment el club es va tirar enrere. Actualment és reclutadora al Celtic de Glasgow.